# Championnats d'Algérie de football (1957-1962)
 (février 2023).
Si vous disposez d'ouvrages ou d'articles de référence ou si vous connaissez des sites web de qualité traitant du thème abordé ici, merci de compléter l'article en donnant les références utiles à sa vérifiabilité et en les liant à la section « Notes et références ».
 (février 2023).
Deux championnats d'Algérie de football différents sont organisés en Algérie française pendant cinq saisons de 1957 à 1962, date de l'indépendance de l'Algérie et de la création du championnat d'Algérie organisé par la nouvelle Fédération algérienne de football.
En 1956, à la suite des indépendances du Maroc et de la Tunisie, le championnat d'Afrique du Nord, épreuve de fin de saison regroupant les vainqueurs des cinq Ligues régionales d'Afrique du Nord (Alger, Oran et Constantine pour l'Algérie ; Tunisie et Maroc), est arrêté.
En 1957, les trois Ligues algériennes restantes réorganisent une épreuve de fin de saison entre leurs champions respectifs, donnant le titre de champion d'Algérie. L'épreuve dure deux saisons.
En 1959, la Fédération française de football décide d'intégrer le football algérien aux compétitions de la métropole. Un sixième groupe de Division nationale du championnat de France amateurs est créé, avec dix puis douze clubs algériens. Ce championnat ne donnait pas réellement le titre de champion d'Algérie : comme pour les cinq autres groupes, le vainqueur se qualifiait en fin de saison pour la phase finale pour se disputer le titre de champion de France amateurs.
Pendant deux saisons, de 1959 à 1961, le vainqueur du groupe Algérie participa ainsi à la phase finale du championnat. En mars 1962, en pleine guerre d'Algérie, le championnat est arrêté. L'AS saint-eugénoise, alors en tête, ne participa pas à la phase finale du championnat de France amateurs 1961-1962. L'indépendance de l'Algérie en 1962 mis logiquement fin à la compétition.

## Histoire

### Contexte
Deux événements majeurs perturbèrent le football colonial nord-africain contribuant indirectement à la création du nouveau format des compétitions en Algérie. Tout d'abord, durant l'année 1956, la France reconnaît l'indépendance du Maroc (sous domination française depuis le Traité de Fès, le 30 mars 1912) et de la Tunisie (sous domination française depuis le Traité du Bardo, le 12 mai 1881). Ce fait historique eut un impact fort sur l'organisation des compétitions de football en Afrique du Nord. Les grandes compétitions telles que le Championnat d'Afrique du Nord ou la Coupe d'Afrique du Nord disparurent à la suite du retrait des clubs marocains et tunisiens. Seules les clubs algériens des ligues d'Oran, d'Alger et de Constantine continuèrent à participer aux compétitions organisés par les instances du football français.
La même année, un autre événement survint en fin de saison sportive. Jusqu'au mois de mai 1956, les compétitions en Algérie se déroulèrent le plus normalement du monde, malgré une atmosphère menaçante parce que le FLN avait déclenché deux ans auparavant, la Guerre de Libération national le 1er novembre 1954. Un événement important se déroule avant la finale de la Coupe d'Afrique du Nord de football où les deux clubs de Sidi-Bel-Abbès, le Sporting Club Bel-Abbès (club colon) et l'Union Sportive Medinat Bel-Abbès (club musulman) devaient s'affronter. l'USM Bel-Abbès formula des réserves à l'encontre du joueur nommé Gros, capitaine du SC Bel-Abbès parce qu'il était sous le coup d'une suspension pour la finale. Le SC Bel-Abbès mit la pression sur la Ligue d'Oran qui décida à la surprise générale de qualifier pour la rencontre le capitaine du sporting. Devant cette incompréhension, les usmistes qui vécurent la décision comme une injustice déclarèrent forfait, déclenchant une vague de protestation tant dans l'Oranie que dans toute l'Afrique du Nord. Le FLN saisit alors cette opportunité et lança un appel solennel à l'intention des clubs musulmans, qui était le boycott de toutes les compétitions sportives en signe de protestation. Par conséquent toutes les associations musulmanes sportives algériennes décidèrent de se saborder et restèrent inactives jusqu'à nouvel ordre.
Compte tenu de ces bouleversements à la fois historiques, politiques et sportifs, on réorganisa massivement le football et ses compétitions sur le territoire algérien. L'idée était d'intégrer rapidement et directement les différents clubs algériens dans le système du football français. Pour cela FFF créa un échelon supérieur à la traditionnelle Division Honneur (DH), en ajoutant un groupe Algérie à la Division nationale du championnat de France amateurs. Celle compétition fut gérée par le Comité d'Organisations et de Liaisons des Ligues Algériennes qui succéda à la défunte Union des Ligues Algériennes de football. Parallèlement à cela on créa également une Coupe d'Algérie de football, et ce malgré l'autorisation des clubs algériens en Coupe de France. À partir de 1956, seuls les clubs colons restèrent en lice pour ces deux compétitions qui se déroulèrent jusqu'au mois de mars 1962.

### Le premier championnat d'Algérie (1957-1959)
À partir de l'année 1956[réf. nécessaire], la FFF, afin de pallier le vide provoqué par l'arrêt définitif du championnat d'Afrique du Nord, décide d'organiser le premier championnat d'Algérie de football. Le trophée dénommé Challenge Louis Rivet qui couronnait le vainqueur du défunt championnat d'Afrique du Nord est réutilisé pour récompenser le vainqueur du championnat d'Algérie qui se déroule jusqu'en 1962, année de sa dernière édition.[réf. nécessaire]
En 1958, le Gallia Sports Alger l'emporte (1-0) face au Sporting Club Bel Abbès. En 1959, Olympique d'Hussein-Dey l'emporte (2-1) face au Sporting Club Bel Abbès[réf. nécessaire].

### Groupe Algérie du championnat de France amateurs (1959-1962)
À noter également qu'entre les saisons 1956-1957 et 1961-1962, les clubs musulmans boycottèrent la compétition afin de soutenir la cause du FLN qui promulguait l'idée d'indépendance. De plus, lors de la quatrième édition de ce championnat, saison 1959-1960, les clubs non qualifiés parmi l'élite, regroupant quatre clubs algérois, quatre clubs oranais et deux puis quatre clubs constantinois, disputèrent le championnat Division Honneur, échelon inférieur au CFA, en deux groupes.[réf. nécessaire]

## Palmarès

### Championnat d'Algérie (1957-1959)
| Édition   | Champion                | Vice-Champion | Participants | Format              |
| --------- | ----------------------- | ------------- | ------------ | ------------------- |
| 1957-1958 | Gallia Sports d'Alger   | SC Bel Abbès  | 4            | élimination directe |
| 1958-1959 | Olympique d'Hussein-Dey | SC Bel Abbès  | 4            | élimination directe |

### Groupe Algérie du championnat de France amateurs (1959-1962)
| Édition   | Vainqueur                                   | Deuxième                                    | Participants | Format      | Parcours du vainqueur en phase finale   |
| --------- | ------------------------------------------- | ------------------------------------------- | ------------ | ----------- | --------------------------------------- |
| 1959-1960 | SC Bel Abbès                                | CAL Oran                                    | 10           | championnat | Demi-finale (battu 1-0 par le FC Nancy) |
| 1960-1961 | AS saint-eugénoise                          | SC Bel Abbès                                | 10           | championnat | 6e sur 6 participants                   |
| 1961-1962 | Le championnat est interrompu fin mars 1962 | Le championnat est interrompu fin mars 1962 | 12           | championnat | non participant                         |

## Couverture médiatique
À cette époque les compétitions sportives ne bénéficiaient pas des grandes techniques de diffusions audiovisuelles. Même si quelques rencontres et reportages étaient télévisées ou radiodiffusées, ceci était quelque chose d'assez rare hors métropole. Pour connaitre les résultats sportifs on s'en remettait principalement aux différents journaux sportifs ou spécialisés ainsi qu'à la page des sports des principaux quotidiens qui paraissaient en Afrique du Nord. Les ligue d'Oran, d'Alger et de Constantine de football possédaient leur propre organe de diffusion et paraissaient à un rythme hebdomadaire: Oran Football, Alger Football et Constantine Football. Il existait également des organes de diffusions similaires dans les autres Ligues régionales de football que furent celles du Maroc et de la Tunisie.
Dans les bulletins d'informations des ligues, étaient retranscris tous les résultats des compétitions de toutes les divisions (commission des compétitions coupes et championnats). Il y avait également les résultats sportifs des compétitions de jeunes (commission des jeunes), du championnat corporatiste (commission corporative), des sélections régionales, ainsi que des grandes compétitions comme le championnat d'Afrique du Nord et la Coupe d'Afrique du Nord. On y retrouvait également toutes les décisions des différents Bureau par Ligue, de la commission technique, de la commission des finances pour l'aspect financier, de la commission de discipline pour les avertissements et les convocations, de la commission de l'arbitrage pour la désignation des arbitres, de la commission des terrains et de la commission des licences pour les différentes "mutations" (les transferts de l'époque), de la commission médicale pour les surclassements de catégories des jeunes joueurs. 
Lorsque les clubs tunisiens et marocains se retirèrent des compétitions sportives, les trois ligues algériennes de football restantes, se rassemblèrent pour former l'Union des Ligues Algériennes de Football. À la création de cette nouvelle ligue il fut décidé qu'un organe officiel serait également édité pour retranscrire les résultats sportifs d'une compétition nouvellement créée: la Coupe d'Algérie de football et dont la charge était dévolue à cette ligue, sous la tutelle de la FFF. Il fut nommé Algérie Football et portait en sous-titre Organe officiel de l'Union des Ligues Algériennes de football. Lorsqu'en 1959 on décida de créer un sixième groupe CFA (ou championnat d'Algérie CFA) pour le compte du championnat de France CFA, l'union des ligues algériennes céda sa place à un Comité d'Organisation et de Liaison des Ligues Algériennes, le bulletin d'information ne changea pas de nom mais pris en nouveau sous-titre Organe officiel du Comité d'Organisation et de Liaison des Ligues Algériennes. 
Toutefois les trois dernières ligues régionales gardèrent leurs statuts en continuant d'organiser les compétitions de niveau inférieur comme la Division Honneur qui devint le deuxième niveau dans la hiérarchisation du football algérien de cette époque. Celles-ci conservèrent également leurs organes de diffusions qui restèrent actifs jusqu'à l'indépendance. Le dernier numéro de l'hebdomadaire Alger football par exemple, fut le No 1606, il parut un vendredi 2 février 1962, et marqua la fin d'une époque, celle du football colon. Il fut remplacé par l'organe officiel de la Fédération algérienne de football appelé "Algérie Football", reprenant le nom de du bulletin officiel du défunt comité d'organisation, conçu de la même manière qu'Alger Football et dont le premier numéro paru un samedi 5 janvier 1963.

### Ouvrages
- (fr) Lahcène Belahoucine, La Saga du football algérien, Alger, HIBR, 2010, 327 p. (ISBN 978-9947-838-49-5)

- (fr) Hervé Galand, Stéphane Lanoue, Jean-Damien Lesay et Pierre Bourgeois, 100 dates, histoires, objets du football français., Paris, Tana, 2011, 207 p. (ISBN 978-2-84567-701-2, BNF 42552861)

- (fr) Abderrahmane Zani, Les associations sportives d'Algérie : 1867-1952, Alger, ANEP, 2003, 178 p. (ISBN 9961-768-88-4, BNF 45396396)

- (fr) Louis Sigala, Histoire Illustrée de l'Education Physique et des Sports en Algérie de 1946 à 1962., Montpellier, Africa Nostra, 1986, 82 p. (ISSN 0245-307X, BNF 36619531), p. 16 à 21

- (fr) Roland-Hernandez Aubray, Le livre d'or du football pied-noir et nord-africain : Maroc-Algérie-Tunisie, Toulon, Les Presses du Midi, 1995, 392 p. (ISBN 2-87867-050-7, BNF 37620310)

### Périodiques
(fr) Algérie Football, Organe officiel de l'Union des ligues algériennes de football, "Imprimerie Gaudet-Alger", le Gérant: Marcel Wendel, Alger, daté du vendredi 14 décembre 1956 Bulletin No 2, au samedi 30 juillet 1960 Bulletin No 8.
(fr) Algérie Football, Organe officiel du Comité d'Organisation et de Liaison des Ligues Algériennes, "Imprimerie Gaudet-Alger", le Gérant: Marcel Wendel, Alger, daté du jeudi 15 septembre 1960 No 1, au samedi 14 octobre 1961 No 10.

### Autres articles
- Coupe d'Algérie de football (FFF)
- Championnat de France amateur de football (1935-1971)

### Études statistiques
- (en) RSSSF Source
- (fr) Les Carnets du Football Algérien

### Autres sites
- (fr) UDAFAN, Blog de L'Union Des Anciens du Football d'Afrique du Nord